# Danh sách sông ở Ba Lan
Dưới đây là danh sách các con sông, ít nhất là một phần, nếu không chủ yếu nằm ở Ba Lan.

## Sông theochiều dài
Để biết danh sách các con sông theo thứ tự bảng chữ cái, vui lòng sử dụng các nút sắp xếp bảng.
| Tên sông          | Đổ vào                  | Tổng chiều dài (in km) | Chiều dài ở Ba Lan (in km) | Tổng diện tích lưu vực (in km²) | Diện tích lưu vực ở Ba Lan (in km²) |
| ----------------- | ----------------------- | ---------------------- | -------------------------- | ------------------------------- | ----------------------------------- |
| Vistula           | Biển Baltic             | 1022                   | 1022                       | 193,690                         | 168,868                             |
| Oder              | Biển Baltic             | 840                    | 726                        | 119,074                         | 106,043                             |
| Warta             | Oder                    | 795                    | 795                        | 54,520                          | 54,520                              |
| Bug               | Narew                   | 774                    | 590                        | 38,712                          | 19,239                              |
| Narew             | Vistula                 | 499                    | 443                        | 74,527                          | 53,846                              |
| San               | Vistula                 | 458                    | 457                        | 16,877                          | 14,426                              |
| Noteć             | Warta                   | 391                    | 391                        | 17,302                          | 17,302                              |
| Wieprz            | Vistula                 | 349                    | 349                        | 10,497                          | 10,497                              |
| Pilica            | Vistula                 | 333                    | 333                        | 9,258                           | 9,258                               |
| Bóbr              | Oder                    | 279                    | 276                        | 5,874                           | 5,830                               |
| Łyna              | Pregolya                | 264                    | 207                        | 7,126                           | 5,298                               |
| Wkra              | Narew                   | 255                    | 255                        | 5,348                           | 5,348                               |
| Dunajec           | Vistula                 | 249                    | 249                        | 6,796                           | 4,838                               |
| Nysa Łużycka      | Oder                    | 246                    | 197                        | 4,403                           | 2,201                               |
| Brda              | Vistula                 | 245                    | 245                        | 4,665                           | 4,665                               |
| Drwęca            | Vistula                 | 231                    | 231                        | 5,697                           | 5,697                               |
| Prosna            | Warta                   | 227                    | 227                        | 4,917                           | 4,917                               |
| Wisłok            | San                     | 220                    | 220                        | 3,538                           | 3,538                               |
| Wda (Czarna Woda) | Vistula                 | 198                    | 198                        | 2,325                           | 2,325                               |
| Drawa             | Noteć                   | 192                    | 192                        | 3,291                           | 3,291                               |
| Nysa Kłodzka      | Oder                    | 189                    | 189                        | 4,570                           | 3,742                               |
| Rega              | Baltic Sea              | 188                    | 188                        | 2,767                           | 2,767                               |
| Bzura             | Vistula                 | 173                    | 173                        | 7,764                           | 7,764                               |
| Wisłoka           | Vistula                 | 173                    | 173                        | 4,100                           | 4,100                               |
| Obra              | Warta                   | 171                    | 171                        | 2,760                           | 2,760                               |
| Pasłęka           | Vistula Bay, Baltic Sea | 169                    | 169                        | 2,294                           | 2,294                               |
| Biebrza           | Narew                   | 164                    | 164                        | 7,092                           | 7,067                               |
| Nida              | Vistula                 | 154                    | 154                        | 3,844                           | 3,844                               |

## Hệ thống sông

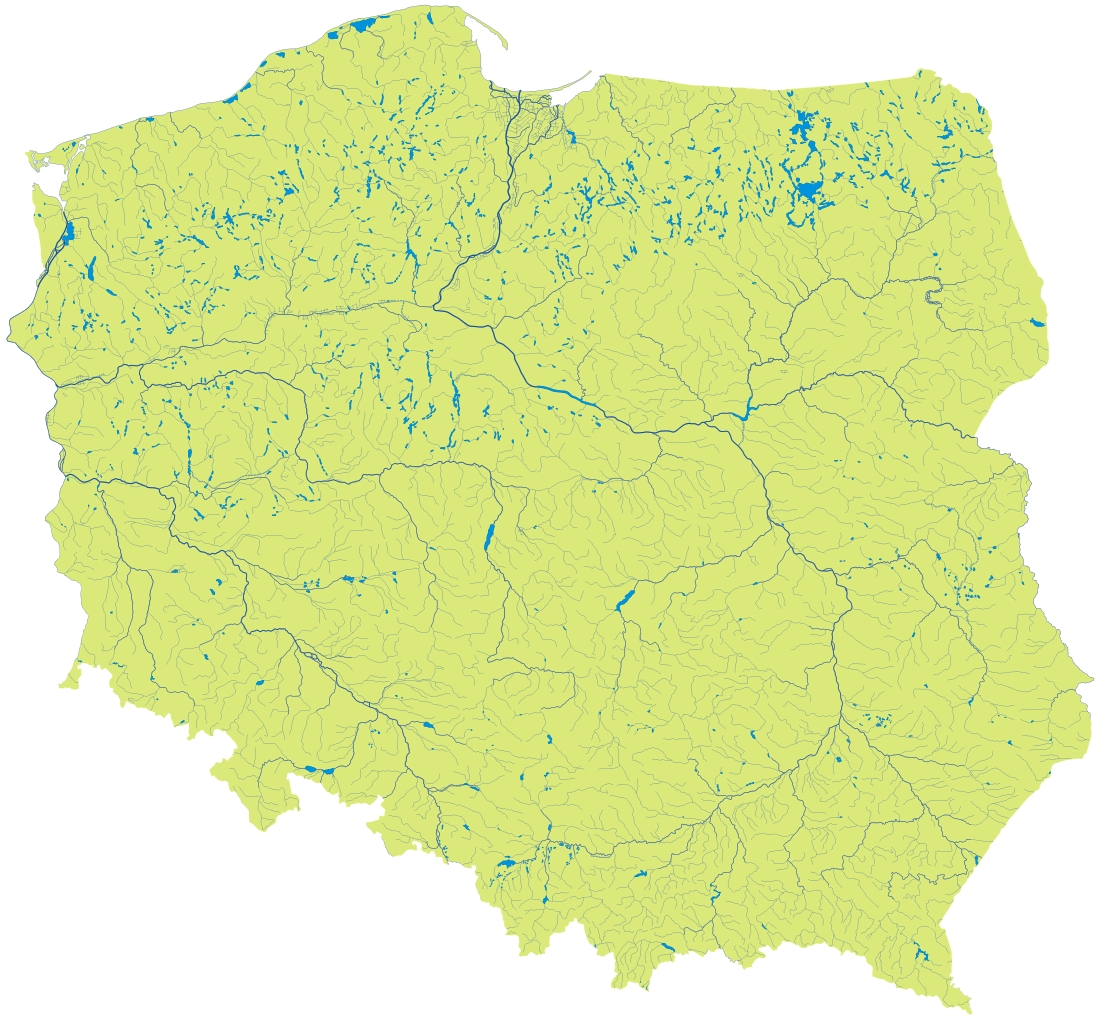
Hydrography of Poland

| Baltic Sea - Oder (Odra) - Warta - Noteć - Drawa - Obra - Prosna - Nysa Łużycka - Bóbr - Nysa Kłodzka - Świniec - Niemica - Wołcza - Stuchowska Struga - Rega - Parsęta - Wieprza - Słupia - Łeba - Reda - Pasłęka | Baltic Sea - Vistula (Wisła) - Wda - Brda - Drwęca - Bzura - Narew - Wkra - Bug - Biebrza - Pilica - Wieprz - San - Wisłok - Wisłoka - Nida - Dunajec - Poprad |  |